# Si ves a mi padre
«Si ves a mi padre» es una canción de León Gieco incluida en el álbum La Banda de los Caballos Cansados del año 1974
La letra habla sobre la vida de León Gieco en su pueblo natal y que no cambió su vida y pensamientos haberse ido a vivir a la Ciudad. Es la canción más exitosa del disco.